# Onega (flod)
 For alternative betydninger, se Onega. (Se også artikler, som begynder med Onega)
Onega (russisk: Онега, tr. Onega) er en 416 km lang flod i Arkhangelsk oblast i Rusland. Onega har sit udspring i Lakhasøen og munder ud i Onegabugten i Hvidehavet, men deler sig i to (Store Onega og Lille Onega) omkring 75 km før mundingen, og danner et mindre delta.
Floden fryser som regel til i november og bliver ikke isfri før omkring månedsskiftet april/maj.
Byerne Kargopol og Onega ligger ved Onegafloden.